# Ludwig Durek
Ludwig Durek (ur. 27 stycznia 1921 w Wiedniu, zm. 14 kwietnia 2000) – piłkarz austriacki grający na pozycji napastnika. W swojej karierze rozegrał 6 meczów i zdobył 2 bramki w reprezentacji Niemiec oraz rozegrał 2 mecze w reprezentacji Austrii.

## Kariera klubowa
Swoją karierę piłkarską Durek rozpoczął w klubie FC Wien. W 1937 roku awansował do kadry pierwszego zespołu. W sezonie 1937/1938 zadebiutował w nim w austriackiej lidze. W sezonie 1941/1942 wywalczył z FC Wien wicemistrzostwo Austrii. W zespole FC Wien grał do końca sezonu 1945/1946.
W 1946 roku Durek przeszedł z FC Wien do Sturmu Graz, grającego w drugiej lidze austriackiej. W sezonie 1948/1949 awansował ze Sturmem do pierwszej ligi, a w sezonie 1953/1954 spadł z nim do drugiej. W 1955 roku wrócił ze Sturmem do ekstraklasy Austrii. W 1956 roku zakończył karierę piłkarską.
| Sezon   | Klub       | Kraj    | Rozgrywki  | Mecze | Bramki |
| ------- | ---------- | ------- | ---------- | ----- | ------ |
| 1937/38 | FC Wien    | Austria | Bundesliga | ?     | ?      |
| 1938/39 | FC Wien    | Austria | Erste Liga | ?     | ?      |
| 1939/40 | FC Wien    | Austria | Bundesliga | ?     | ?      |
| 1940/41 | FC Wien    | Austria | Bundesliga | ?     | ?      |
| 1941/42 | FC Wien    | Austria | Bundesliga | ?     | ?      |
| 1942/43 | FC Wien    | Austria | Bundesliga | ?     | ?      |
| 1943/44 | FC Wien    | Austria | Bundesliga | ?     | ?      |
| 1944/45 | FC Wien    | Austria | Bundesliga | ?     | ?      |
| 1945/46 | FC Wien    | Austria | Bundesliga | ?     | ?      |
| 1946/47 | Sturm Graz | Austria | Erste Liga | ?     | ?      |
| 1947/48 | Sturm Graz | Austria | Erste Liga | ?     | ?      |
| 1948/49 | Sturm Graz | Austria | Erste Liga | ?     | ?      |
| 1949/50 | Sturm Graz | Austria | Bundesliga | 23    | 14     |
| 1950/51 | Sturm Graz | Austria | Bundesliga | 23    | 18     |
| 1951/52 | Sturm Graz | Austria | Bundesliga | 20    | 5      |
| 1952/53 | Sturm Graz | Austria | Bundesliga | 19    | 9      |
| 1953/54 | Sturm Graz | Austria | Bundesliga | 24    | 9      |
| 1954/55 | Sturm Graz | Austria | Erste Liga | ?     | ?      |
| 1955/56 | Sturm Graz | Austria | Bundesliga | 8     | 0      |

## Kariera reprezentacyjna
W reprezentacji Niemiec Durek zadebiutował 15 września 1940 roku w wygranym 1:0 towarzyskim meczu ze Słowacją, rozegranym w Bratysławie. Od 1940 do 1942 roku rozegrał w kadrze Niemiec 6 meczów.
W 1945 roku Durek zaczął grać w reprezentacji Austrii. Zadebiutował w niej 19 sierpnia 1945 w przegranym 0:2 towarzyskim meczu z Węgrami, rozegranym w Budapeszcie. W kadrze Austrii rozegrał 2 mecze, oba w 1945 roku. W 1948 roku był w kadrze Austrii na Igrzyskach Olimpijskich w Londynie.

## Kariera trenerska
Po zakończeniu kariery Durek był trenerem. Dwukrotnie prowadził Sturm Graz, a także WSV Donawitz i Klagenfurter AC.